# Lake Viking (Misuri)
Lake Viking es un lugar designado por el censo ubicado en el condado de Daviess en el estado estadounidense de Misuri. En el Censo de 2010 tenía una población de 483 habitantes y una densidad poblacional de 21,32 personas por km².

## Geografía
Lake Viking se encuentra ubicado en las coordenadas 39°55′59″N 94°4′1″O / 39.93306, -94.06694. Según la Oficina del Censo de los Estados Unidos, Lake Viking tiene una superficie total de 22.66 km², de la cual 20.4 km² corresponden a tierra firme y (9.97%) 2.26 km² es agua.

## Demografía
Según el censo de 2010, había 483 personas residiendo en Lake Viking. La densidad de población era de 21,32 hab./km². De los 483 habitantes, Lake Viking estaba compuesto por el 98.34% blancos, el 0% eran afroamericanos, el 0.62% eran amerindios, el 0% eran asiáticos, el 0% eran isleños del Pacífico, el 0% eran de otras razas y el 1.04% pertenecían a dos o más razas. Del total de la población el 1.24% eran hispanos o latinos de cualquier raza.